# Judengasse 2 (Coburg)

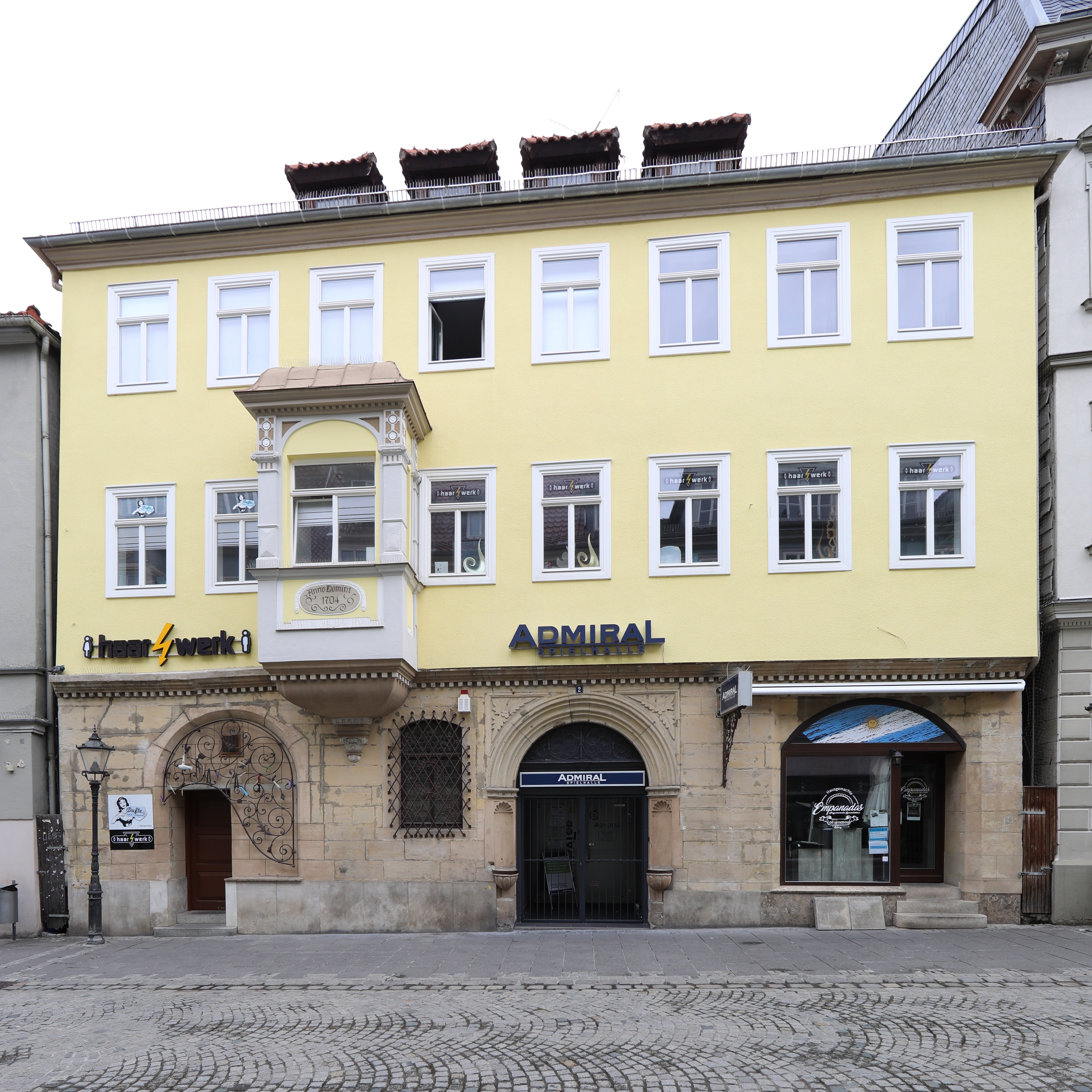
Wohn- und Geschäftshaus Judengasse 2 in Coburg

Das Wohn- und Geschäftshaus Judengasse 2 steht in der oberfränkischen Stadt Coburg. Das dreigeschossige, traufständige Walmdachgebäude wurde im späten 16. Jahrhundert mit einer Erdgeschossfassade im Stil der Spätrenaissance errichtet und ist als Baudenkmal in der Bayerischen Denkmalliste eingetragen. Es beherbergte unter anderem im 20. Jahrhundert längere Zeit ein Tanzlokal.

## Geschichte
Das erstmals 1452 erwähnte Anwesen wurde 1572 neu gebaut. Um 1700 folgte eine Erneuerung der Obergeschosse. 1730 war der Handelsmann Johann Paul Uhlig Besitzer des Anwesens, das als ein neues Haus mit drei Stockwerken, sechs Stuben, einem Gewölbe, einem Keller und einem kleinen Stall beschrieben wurde. Der Kaufmann Christian Burckel ließ 1860 rechts einen Laden einbauen. Dabei wurden die ursprünglich rundbogigen Fenster zu einer Schaufensteranlage umgestaltet und der Kellereingang von der Straßenseite in das Hausinnere verlegt.
1887 erwarb der Kaufmann Ernst Dorn das Gebäude von Burckels Tochter Rosalie für 29.000 Gulden und richtete eine Druckerei ein. 1912 folgte der Gastronom Johan Scheler als Eigentümer.:S. 189, der einen umfangreichen Umbau des Erdgeschosses für ein Lichtspielhaus, eins der ersten in Coburg, das Apollo-Theater veranlasste. Dabei wurden unter anderem die Eingänge verändert, die Treppe zum ersten Obergeschoss versetzt und das Dachgeschoss zu einer Wohnung ausgebaut. Das Kino wurde 1922 geschlossen.:S. 67
Im ersten Obergeschoss bestand seit den 1910er Jahren ein Kaffeehaus, das Residenzcafé, das 1922 in die freigewordenen Räume im Erdgeschoss umzog und sich in der Folge zu einem in Coburg beliebten Tanzlokal mit Live-Musik entwickelte. Am 9. September 1945 erfolgte in den Räumlichkeiten die Wiederbegründung des ersten bayerischen SPD-Ortsvereins nach dem Zweiten Weltkrieg.:S. 192
Den linken Hauseingang ließ der Eigentümer 1964 verschließen und die entstandene Bogennische mit einem engmaschigen Diagonalgitter verzieren. Dem Residenzcafé folgte Anfang der 1970er Jahre bis 1986 die Diskothek Big Ben. Im Laden auf der rechten Seite entstand eine Pizzeria, eine der ersten in Coburg. Danach war im Erdgeschoss ein Restaurant ansässig, für das der linke Eingang wieder geöffnet wurde. Im Jahr 2005 folgte ein Spielsalon als Nutzung.:S. 70

## Architektur
Das dreigeschossige, traufständige Walmdachhaus hat eine Erdgeschossfassade aus Sandsteinquadern, mit einem Zahnschnittgesims als oberen Abschluss. In der Mitte befindet sich ein im Renaissancestil gestaltetes, rundbogiges Sitznischenportal, wohl von 1572, mit in den Gewänden eingefügten Wasserbecken und Drei-Blatt-Ornament in den Bogenzwickeln. Links daneben ist ein vergittertes Fenster. Die Obergeschossfassade ist eine verputzte Fachwerkkonstruktion mit acht Achsen. In der von Westen dritten Achse des ersten Obergeschosses befindet sich ein flachrechteckiger Erker auf einer profilierten Konsole. Die Brüstung verziert eine Kartusche mit der Jahreszahl 1704. Die Erkerfenster rahmen diamantierte ionische Pilaster ein. Den oberen Abschluss bildet eine halbe welsche Haube. Das Dach hat zur Judengasse vier mittig angeordnete Gauben.